# Џастин Гатлин
Џастин Гатлин (енгл. Justin Gatlin; Бруклин, Њујорк, 10. фебруар 1982) је амерички атлетичар.
Међународној атлетској публици постао је познат тек 2003. године, када је победио на међународном атлетском митингу у Цириху. Није важио за фаворита када је прошао америчке квалификације за Олимпијске игре у Атини 2004. па је тим изненађење било још веће када је победио у трци на 100 м, а у трци на 200 м освојио треће место.
На Светском првенству у атлетици у Хелсинкију 2005. године победио је у обе спринтерске дисциплине: 100 и 200 м.
12. маја 2006. изједначио је светски рекорд Асафе Пауела на 100 м (9,77), али му је тај резултат касније поништен због допинга. У августу 2006. године кажњен је осмогодишњом забраном такмичења.
На основу жалбе казна му је смањена са 8 на 4 године. Истекла је у мају 2010. године. Гатлин се вратио на атлетску стазу.
На Светском дворанском првенству 2012. у Истанбулу победио је у најбржој дисциплини на 60 метара.

## Лични рекорди
| Дисциплина | Резултат | Ветар    | Место    | Датум            |
| ---------- | -------- | -------- | -------- | ---------------- |
| 60 м       | 6,45     | -        | Бостон   | 1. март 2003.    |
| 100 м      | 9,85     | +0,6 м/с | Атина    | 22. август 2004. |
| 200 м      | 19,86    | +1,5 м/с | Старквил | 12. мај 2002.    |